# 苏拉蓝鹃鵙
苏拉蓝鹃鵙（学名：Coracina temminckii）是山椒鸟科鸦鹃鵙属的一种，为印度尼西亚的特有种。其自然栖息地为亚热带或热带的湿润低地森林以及亚热带或热带的湿润山地。